# Vitrinella helicoidea
Vitrinella helicoidea är en snäckart som beskrevs av C. B. Adams 1850. Vitrinella helicoidea ingår i släktet Vitrinella och familjen Vitrinellidae. Inga underarter finns listade i Catalogue of Life.